# Manon Rasmussen
Manon Rasmussen est une créatrice de costumes pour le cinéma née le 2 août 1951 à Horsens au Danemark.
Elle a travaillé sur de nombreux films et séries télévisées, notamment "Breaking the Waves" de Lars von Trier, "Melancholia" de Lars von Trier, "Borgen" de Adam Price, "The Bridge" de Hans Rosenfeldt, "Nymphomaniac" de Lars von Trier, et "The House That Jack Built" de Lars von Trier.
Manon Rasmussen a reçu de nombreuses récompenses pour son travail, notamment un Prix Robert pour la meilleure conception de costumes en 2012 pour le film "Melancholia". Elle a également été nommée pour le prix BAFTA de la meilleure conception de costumes en 2011 pour le film "The Eagle".

## Filmographie
- 1978 : Slægten d'Anders Refn
- 1979 : Johnny Larsen de Morten Arnfred
- 1980 : Næste stop paradis de Jon Bang Carlsen
- 1980 : Kaptajn Klyde og hans venner vender tilbage de Per Holst et Jesper Klein
- 1981 : Kniven i hjertet de Christian Braad Thomsen
- 1981 : Ulvetid de Jens Ravn
- 1982 : Det parallelle lig de Søren Melson, Hans-Erik Philip et Mark Quint
- 1982 : Images d'une libération de Lars von Trier
- 1983 : Der er et yndigt land de Morten Arnfred
- 1983 : La Belle et la Bête (Skønheden og udyret) de Nils Malmros
- 1983 : De uanstændige d'Edward Fleming
- 1984 : Twist and Shout (Tro, håb og kærlighed) de Bille August
- 1984 : Element of Crime de Lars von Trier
- 1986 : Barndommens gade d'Astrid Henning-Jensen
- 1987 : Epidemic de Lars von Trier
- 1987 : Negerkys og labre larve de Li Vilstrup
- 1988 : Time Out de Jon Bang Carlsen
- 1988 : Himmel og helvede de Morten Arnfred
- 1989 : Miraklet i Valby d'Åke Sandgren
- 1990 : Lad isbjørnene danse de Birger Larsen
- 1991 : Europa de Lars von Trier
- 1991 : Drengene fra Sankt Petri de Søren Kragh-Jacobsen
- 1993 : Den russiske sangerinde de Morten Arnfred
- 1993 : Sort høst d'Anders Refn
- 1994 : Min fynske barndom d'Erik Clausen
- 1995 : Carmen & Babyface de Jon Bang Carlsen
- 1995 : Kun en pige de Peter Schrøder
- 1996 : Breaking the Waves de Lars von Trier
- 1997 : Ørnens øje de Peter Flinth
- 1997 : Barbara de Nils Malmros
- 1998 : Qaamarngup uummataa de Jacob Grønlykke
- 1998 : I Wonder Who's Kissing You Now de Henning Carlsen
- 1999 : Klinkevals de Hans Kristensen
- 2000 : Juliane de Hans Kristensen
- 2000 : Dancer in the Dark de Lars von Trier
- 2001 : Syndare i sommarsol de Daniel Alfredson
- 2001 : En kort en lang de Hella Joof
- 2001 : På ama'r de Klaus Kjeldsen
- 2002 : Flash of a Dream de Robert Fox
- 2002 : At kende sandheden de Nils Malmros
- 2003 : Rembrandt de Jannik Johansen
- 2003 : Dogville de Lars von Trier
- 2004 : Oh Happy Day de Hella Joof
- 2005 : Unge Andersen de Rumle Hammerich
- 2005 : Manderlay de Lars von Trier
- 2006 : We Shall Overcome de Niels Arden Oplev
- 2006 : Le Secret des Templiers de Kasper Barfoed
- 2006 : After the Wedding de Susanne Bier
- 2007 : Tempelriddernes skat II de Giacomo Campeotto
- 2007 : Erik Nietzsche, mes années de jeunesse de Jacob Thuesen
- 2008 : Les Soldats de l'ombre d'Ole Christian Madsen
- 2008 : Kandidaten de Kasper Barfoed
- 2008 : Opération sabotage de Joachim Rønning et Espen Sandberg
- 2009 : Over gaden under vandet de Charlotte Sieling
- 2010 : Kidnappet de Vibeke Muasya
- 2010 : Alting bliver godt igen de Christoffer Boe
- 2010 : Revenge de Susanne Bier
- 2010 : Sandheden om mænd de Nikolaj Arcel
- 2011 : Melancholia de Lars von Trier
- 2012 : Royal Affair de Nikolaj Arcel
- 2012 : La Chasse de Thomas Vinterberg
- 2012 : Marie Krøyer de Bille August
- 2013 : Spies & Glistrup de Christoffer Boe
- 2013 : Nymphomaniac de Lars von Trier
- 2015 : Itsi Bitsi de Ole Christian Madsen
- 2016 : Les Enquêtes du département V : Délivrance (Flaskepost fra P) de Hans Petter Moland

Télévision
- 1985 : Mor er major - série télévisée
- 1991 : Landsbyen - série télévisée
- 1992 : Blændet - télésuite
- 1999 : Morten Korch - Ved stillebækken - série télévisée
- 2003 : Nissernes ø - série télévisée
- 2005-2006 : Klovn - série télévisée

## Récompense
- 2012 : Satellite Awards : Meilleurs costumes pour Royal Affair